# Sphaerodactylus pacificus
Sphaerodactylus pacificus este o specie de șopârle din genul Sphaerodactylus, familia Gekkonidae, descrisă de Stejneger 1903. Conform Catalogue of Life specia Sphaerodactylus pacificus nu are subspecii cunoscute.

## Galerie

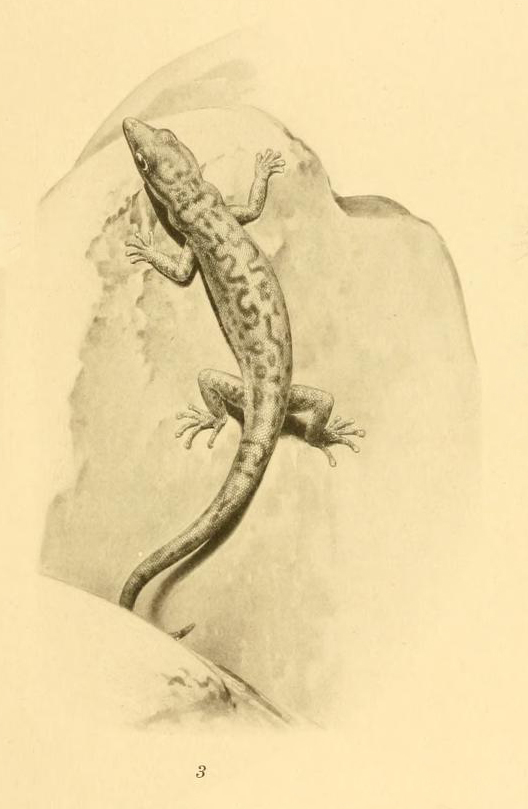
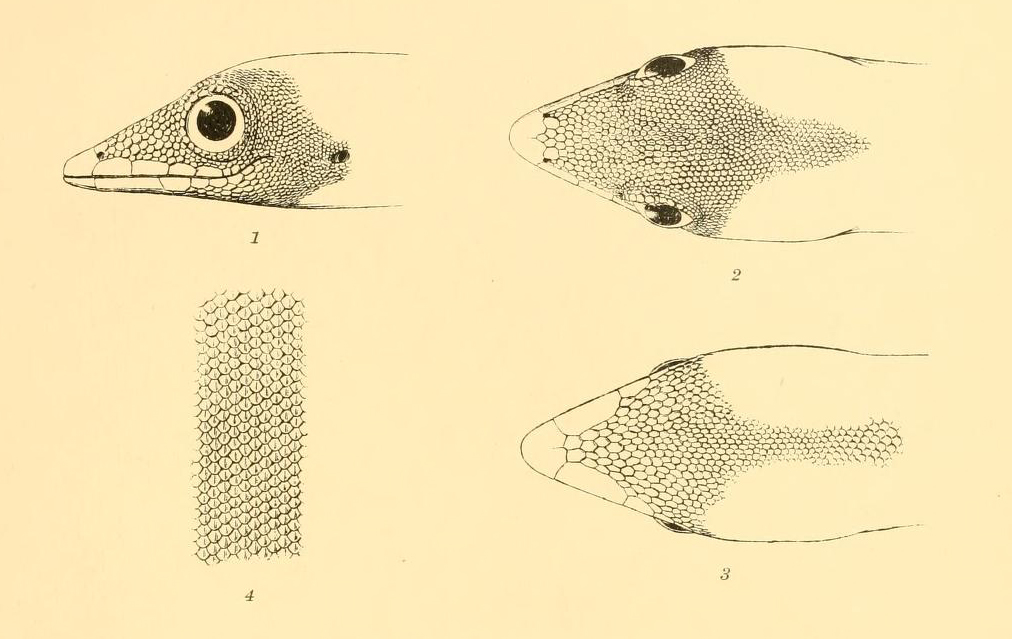